# Булава (сотня УПА)
Булава — військовий підрозділ УПА, сотня що входила до 24-го (Дрогобицького) тактичного відтинку «Маківка» Військової округи-4 «Говерла», групи «УПА-Захід».

## Історія створення
Історія формування та діяльності бойової сотні УПА «Булава» розпочалася у 1943–1944 роках. Сотня діяла у 1943–1948 роках. У другій половині 1943 року в Галичині розпочалось активне формування загонів Української народної самооборони, які стали основою «УПА-Захід». Загони УНС стали основою сотні «Булава». На це вказують біографії командирів відділу В. Гошки «Мирона» та І. Наконечного «Орленка» (організатора загону Самооборони у рідному селі Гординя), які сформували чоту повстанців, що ввійшла до сотні «Булава».
Сотня «Булава» в структурі УПА-«Захід» була одним із 80 відділів. У 1944 р . до групи «УПА-Захід» входило шість Воєнних округ, серед них і ВО 5 «Маківка» (командир хорунжий Іван Белейлович «Дзвінчук»), яка, своєю чергою, охоплювала Дрогобицьку область.
ВО 5 поділялася на п'ять тактичних відтинків. Один із них, ТВ «Булава» — охоплював Старосамбірщину. З великою долею вірогідності можна ствердити, що тереном формування сотні «Булава» стала самбірська земля.
У лютому 1945 р . «УПА-Захід» було реформовано: із шести Воєнних округ залишилося чотири, оскільки ВО 1 та ВО 5 влилися до інших округ. ВО 5 було приєднано до ВО 4 «Говерля» як 24-й тактичний відтинок «Маківка» (командири: Д. Вітовський «Зміюка» (1945 — 1946), Богдан (1946), Степан Стебельський «Хрін» (1947 — 1949).
Відповідно до організаційної схеми Дрогобицького ТВ 24, станом на осінь 1947 року там діяли:
- відділ 90 — сотня імені Б. Хмельницького,
- відділ 91 — сотня «Басейн»,
- відділ 92 — сотня «Булава»,
- відділ 96 — сотня «Лемківська» та сотня «Сурма»[3].